# Eisbjerghus Efterskole
Eisbjerghus Internationale Efterskole er en international efterskole med fokus på læring og kulturmøde. Efterskolen blev grundlagt i 1996 af Lars Tegen og ligger sammen med tre andre efterskoler (Viby Efterskole, Nørre Åby Efterskole og Vesterdal Efterskole) i Nørre Aaby. 

## Forstander
Skolen har fra 2015 haft Mads Poulsen som forstander. Han afløste grundlæggeren Lars Tegen.

## Parken
Parken er et centralt højdepunkt på Eisbjerghus efterskole. Viby Å løber igennem parken; MTB sporene og kilden hører også hjemme her. I parken ser man også mange sjældne træer, der i sin tid er blevet udvalgt og plantet af Jørgen Kristensen.
Parken er offentligt tilgængelig, selvom parken bliver brugt til mange aktiviteter på efterskolen.